# Perry Mason (televisieserie uit 1957)
Perry Mason is een Amerikaanse misdaadserie, die op de Amerikaanse televisie werd uitgezonden van 1957 tot 1966. Acteur Raymond Burr vertolkte de rol van advocaat Perry Mason, Barbara Hale was zijn secretaresse Della Street. De serie is gebaseerd op de boekenreeks van de Amerikaanse auteur Erle Stanley Gardner.

## Rolverdeling
| Acteur         | Personage        |
| -------------- | ---------------- |
| Raymond Burr   | Perry Mason      |
| William Hopper | Paul Drake       |
| Barbara Hale   | Della Street     |
| William Talman | Hamilton Burger  |
| Ray Collins    | Lt. Arthur Tragg |